# František Bělský

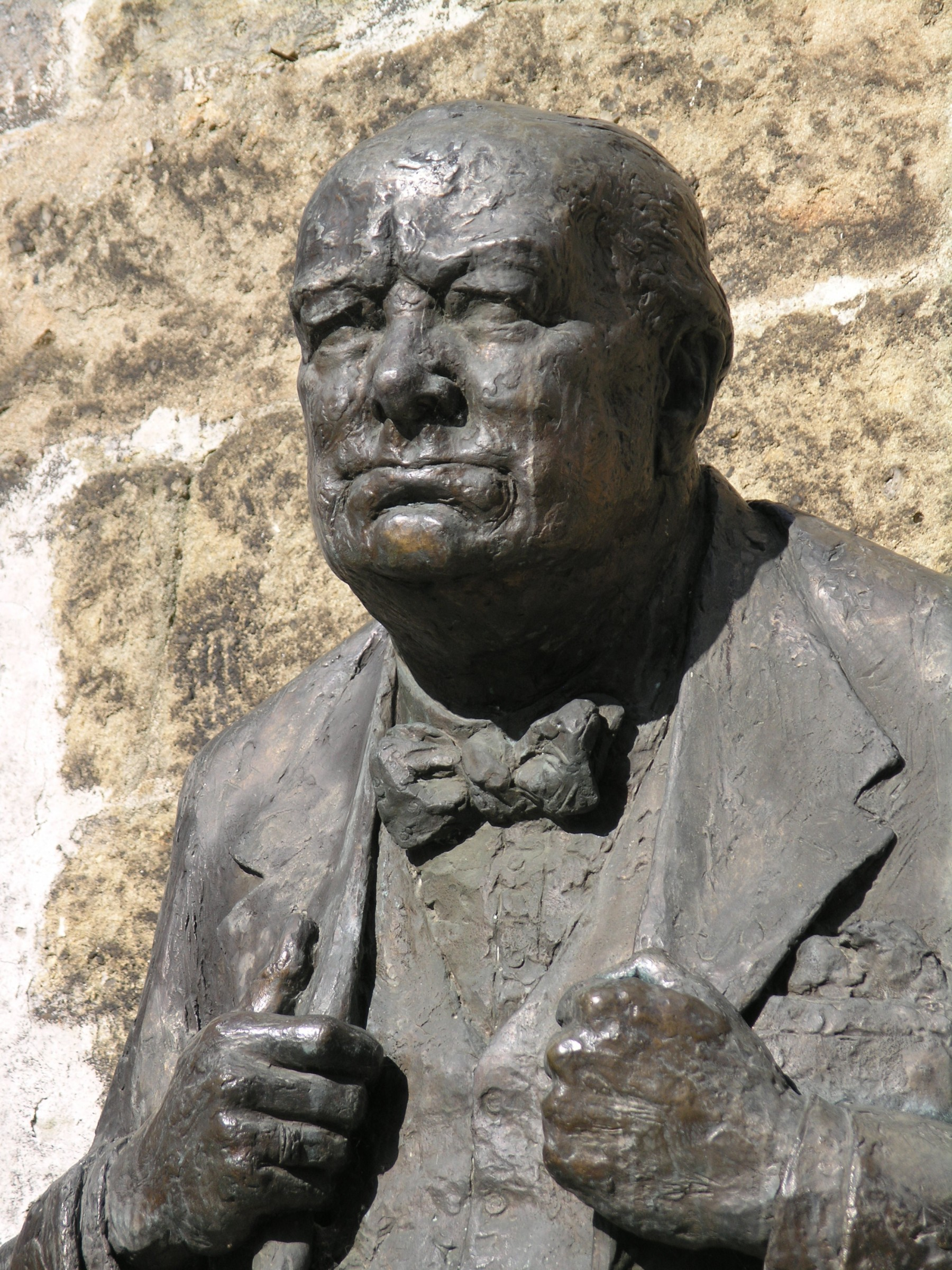
Busta Winstona Churchilla, Praha

František Bělský (v angličtině uměleckým jménem jako Franta Belsky, v češtině pak jako umělec užíval jméno Franta Bělský, 6. dubna 1921 Brno – 5. července 2000 Abingdon-on-Thames, Spojené království) byl česko-britský sochař. V roce 1939 jeho rodina uprchla do Velké Británie. Po válce se vrátil do Čech, ale v roce 1948 odešel do Británie natrvalo. Stal se tam velmi uznávaným sochařem, jediným, který portrétoval příslušníky čtyř generací britské královské rodiny.

## Život
František Bělský se narodil v Brně v rodině ekonoma Josefa Bělského, dětství však prožil v Praze. Otec se narodil v únoru 1881 jako Josef Geduldiger v Rohovládově Bělé na Pardubicku a za první republiky si svoje příjmení počeštil podle názvu této rodné obce. S první ženou Kamilou, rozenou Löwenbachovou, měl dva syny – Otakara a Zdeňka. Jako vdovec se pak oženil s Martou Grünbaumovou a narodil se jim František. Od dětství se u něj projevoval výtvarný talent, v šestnácti letech získal cenu v sochařské soutěži uspořádané Topičovým salónem a v roce 1938 začal studovat na Rotterově škole užitého umění.
Po okupaci v roce 1939 jeho rodina uprchla do Velké Británie, čímž si zachránila život. Františkova třiaosmdesátiletá babička Karolína zahynula v prosinci 1942 v Terezíně, tetu Adélu a strýce Arnošta zabili v Osvětimi, teta Olga zahynula v Izbici, z vyhlazovacích táborů se nevrátilo 22 židovských příbuzných z otcovy strany.
Po začátku války se zde dobrovolně přihlásil do čs. armády. Až v květnu 1940 se dostal do Francie. Sloužil u dělostřeleckého pluku. Po porážce Francie se vrátil do Británie. V dubnu 1941 zažil krátké setkání s britským premiérem Winstonem Churchillem, který spolu s prezidentem Edvardem Benešem navštívil čs. smíšenou brigádu v Leamingtonu. V květnu 1941 mu byla udělena studijní dovolená, pokračoval ve studiu na Royal College.
Po válce se usadil i s manželkou v Praze. Tři roky zde pracoval jako nezávislý grafik a zároveň studoval na Akademii výtvarných umění u Otakara Španiela. Stal se autorem prvních československých poválečných bankovek. Jeho poslední pražskou zakázkou byla v roce 1947 tvorba pamětní desky pro chrám sv. Cyrila a Metoděje, která připomíná parašutisty a kněží, kteří zemřeli v souvislosti s atentátem na Heydricha.
V roce 1948 Bělský znovu emigroval a v Británii se dokázal velmi dobře prosadit. Stal se jediným sochařem, který ve svých dílech mohl zachytit příslušníky čtyř generací britské královské rodiny. Nejprve vytvořil v roce 1962 bustu Královny Matky, poté prince Andrewa, prince Philipa (1979) a nakonec i královny Alžběty II. (1981). V roce 1985 pak ztvárnil tříletého prince Williama.
V roce 1971 dokončil sochu Winstona Churchilla, jehož podoba se mu vryla do paměti během krátkého setkání za války. Vytvořil ji pro univerzitu ve Fultonu, kde Churchill v roce 1946 pronesl slavný projev, díky němuž se začalo používat slovní spojení „železná opona“. Když bývalý americký prezident Harry S. Truman dostal návrh, aby některý americký sochař zhotovil jeho bustu, uvedl: „V žádném případě. Když vůbec budu někomu stát modelem, tak jedině tomu chlapíkovi, který udělal Winstona ve Fultonu!“
V Londýně jsou dále k vidění Bělského díla věnovaná rytci Václavu Hollarovi nebo památce Jana Palacha. Po listopadu 1989 se vrátil do Prahy, pro kterou vytvořil bustu Churchilla umístěnou u britského velvyslanectví a památník čs. letcům působícím v Královském letectvu v Bubenči.
Královskou britskou společností sochařů mu byla udělena Otto Beit Medal za vynikající kvality jeho díla.
František Bělský zemřel na rakovinu v 79 letech.

### Rodina
Jeho manželkou se stala britská karikaturistka a autorka komiksů Margaret Constance Owen, která pak tvořila pod jménem Belsky (1919–1989). Sedm let po její smrti se oženil podruhé, a to s českou sochařkou žijící v Británii Irenou Sedleckou.

## Fotogalerie

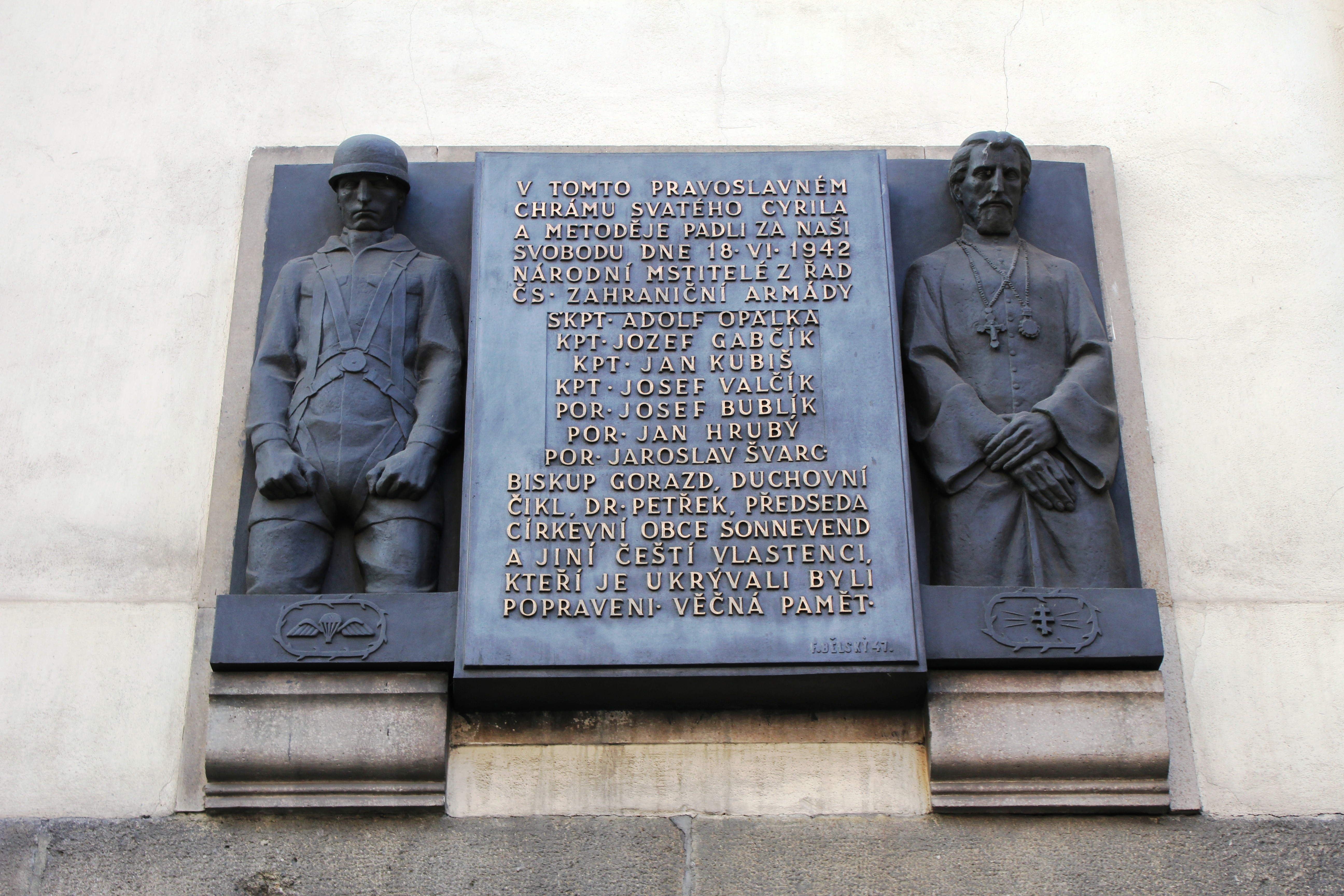
Pamětní deska parašutistů a kněží v chrámu sv. Cyrila a Metoděje, Praha, 1947
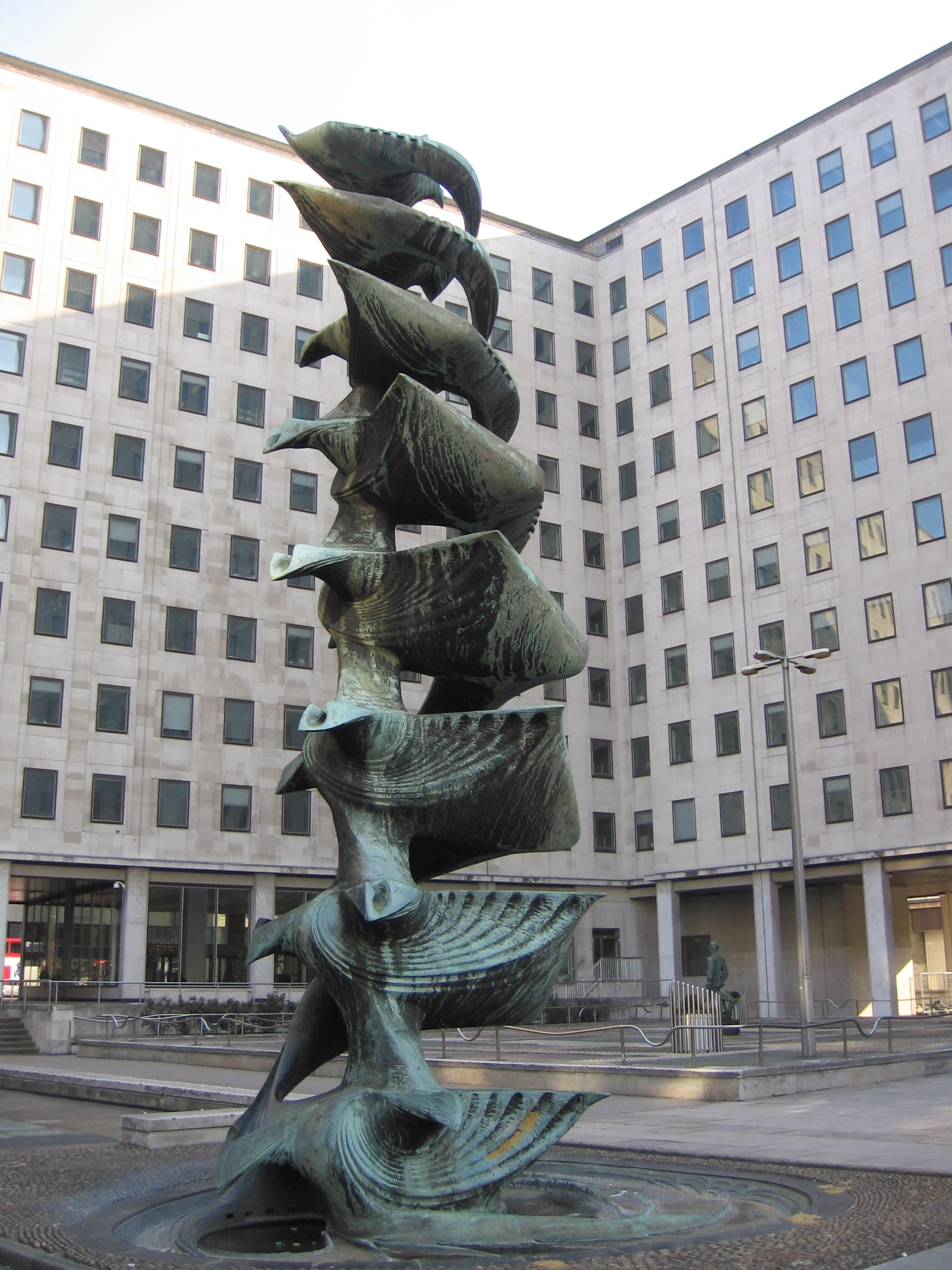
The Shell Fountain, Londýn, 1957
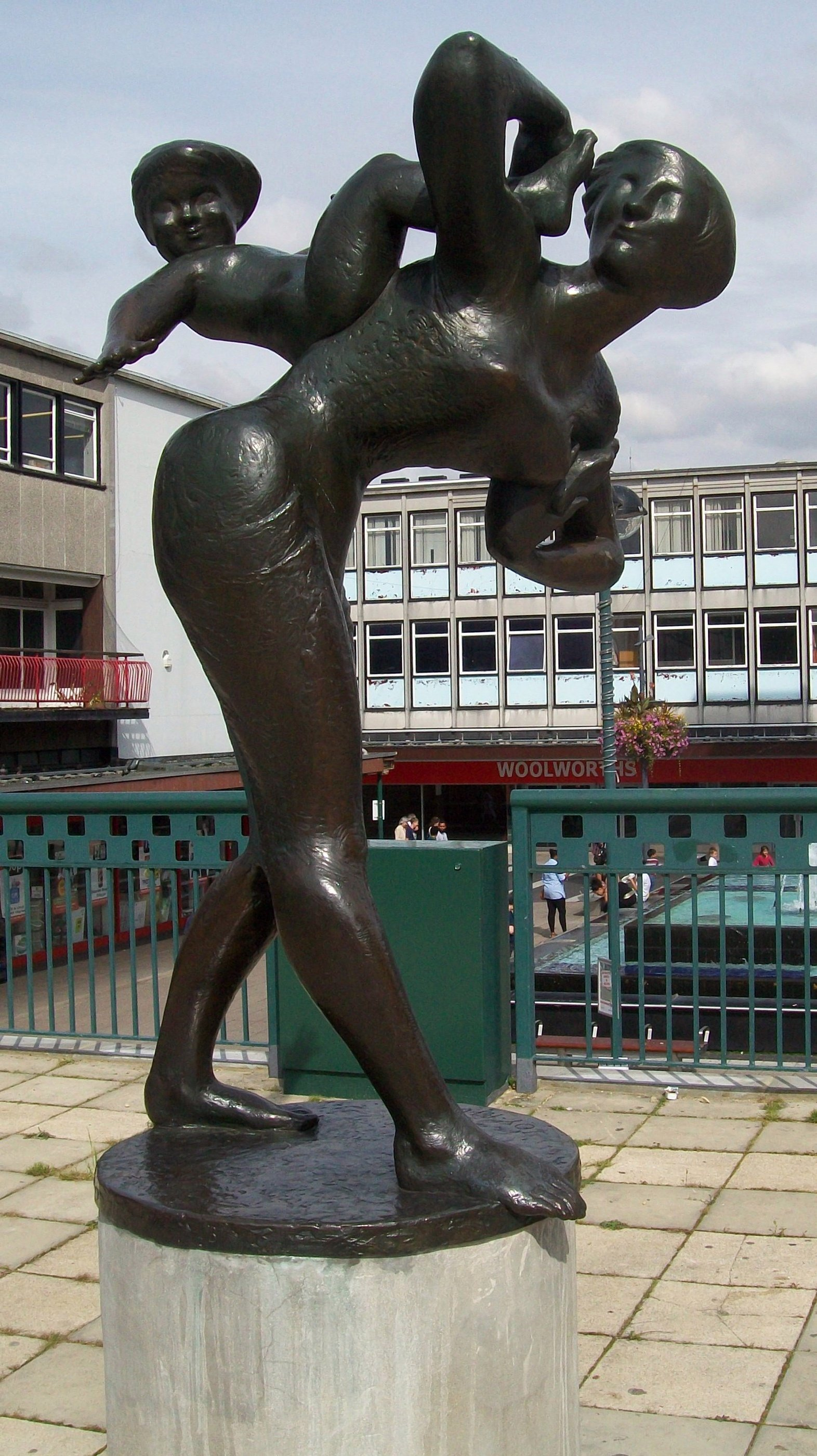
Joyride, Stevenage, 1958
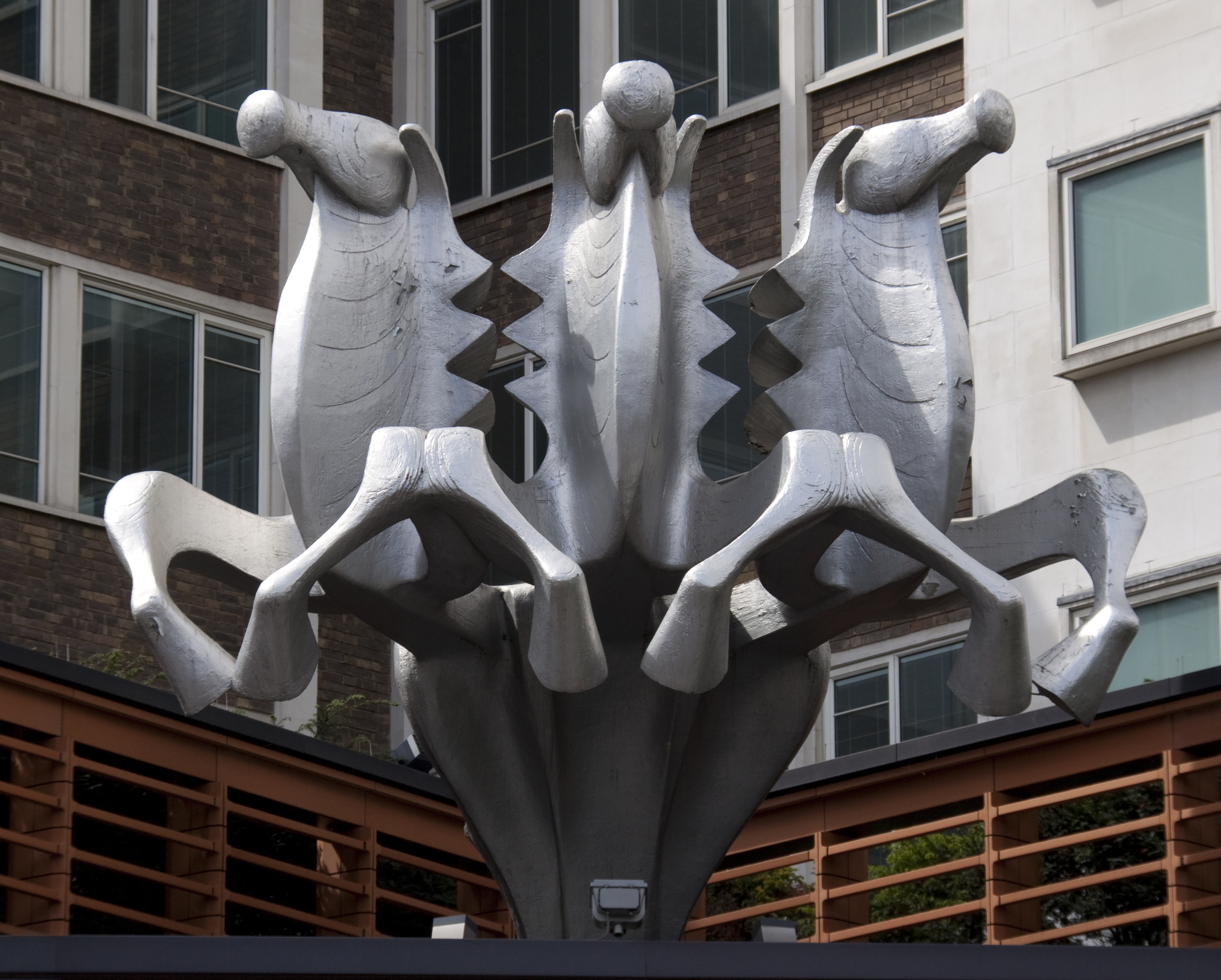
Triga, Knightsbridge, 1958
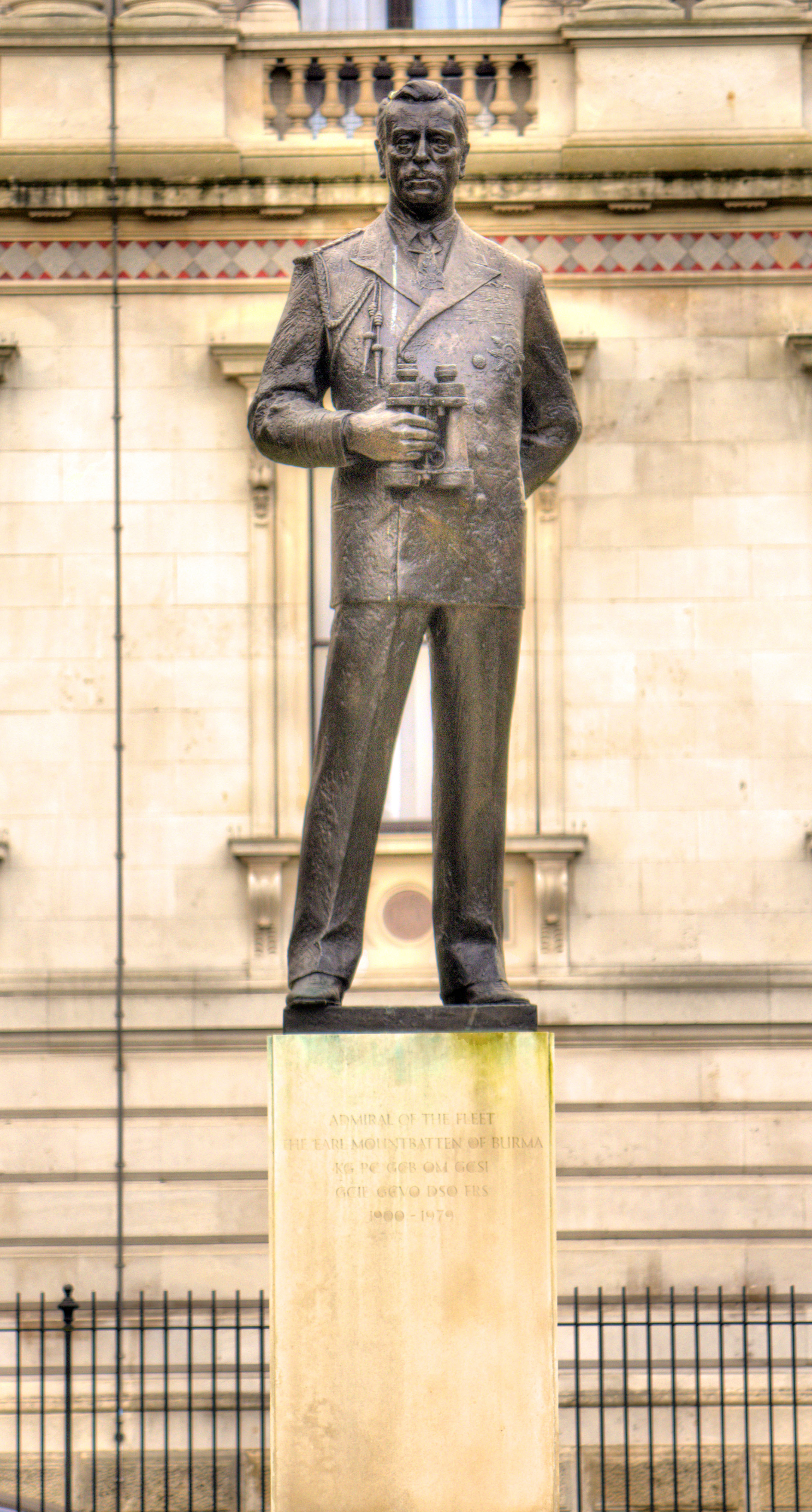
Louis Mountbatten, Londýn, 1982
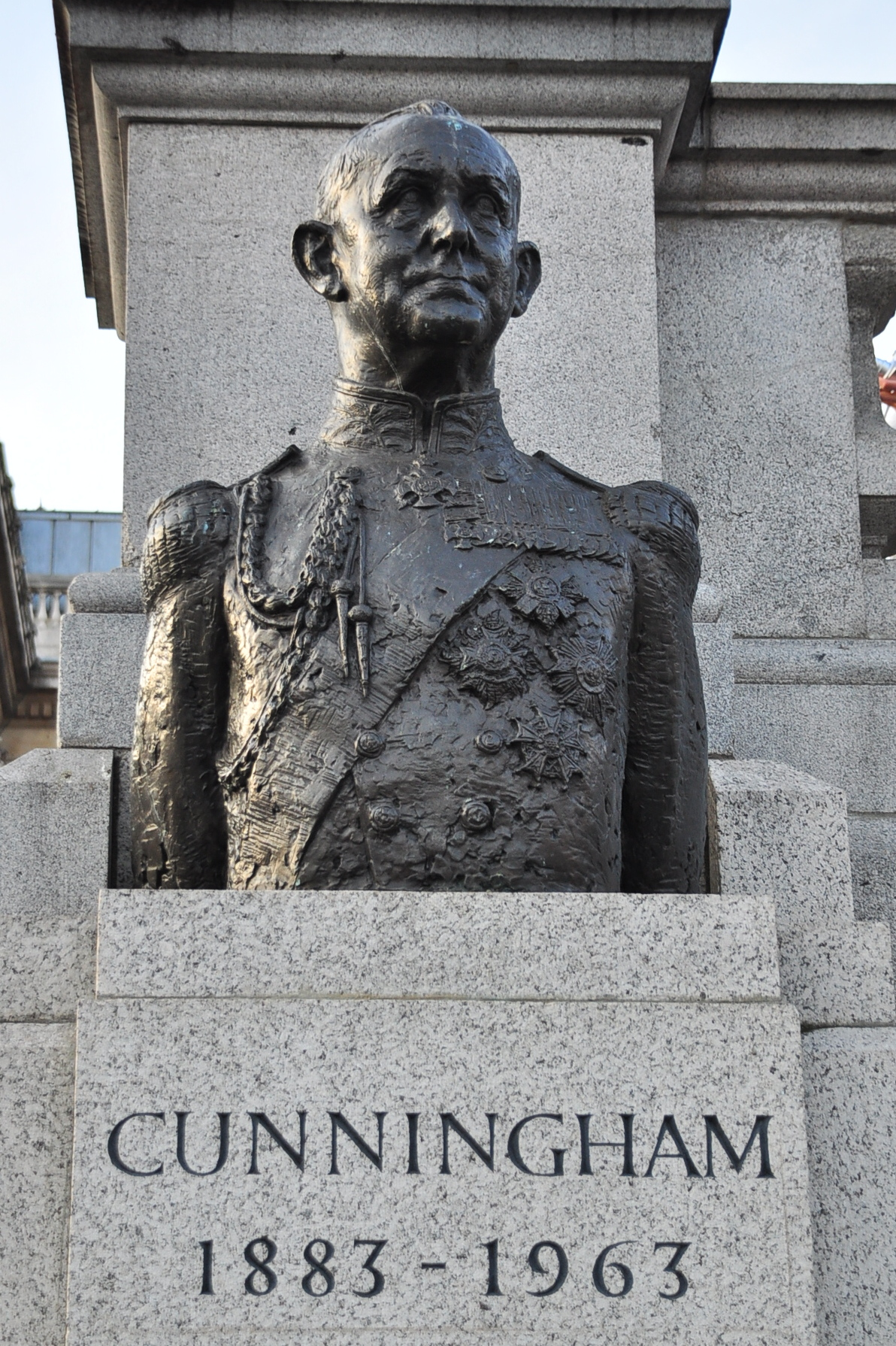
Andrew Cunningham, Londýn
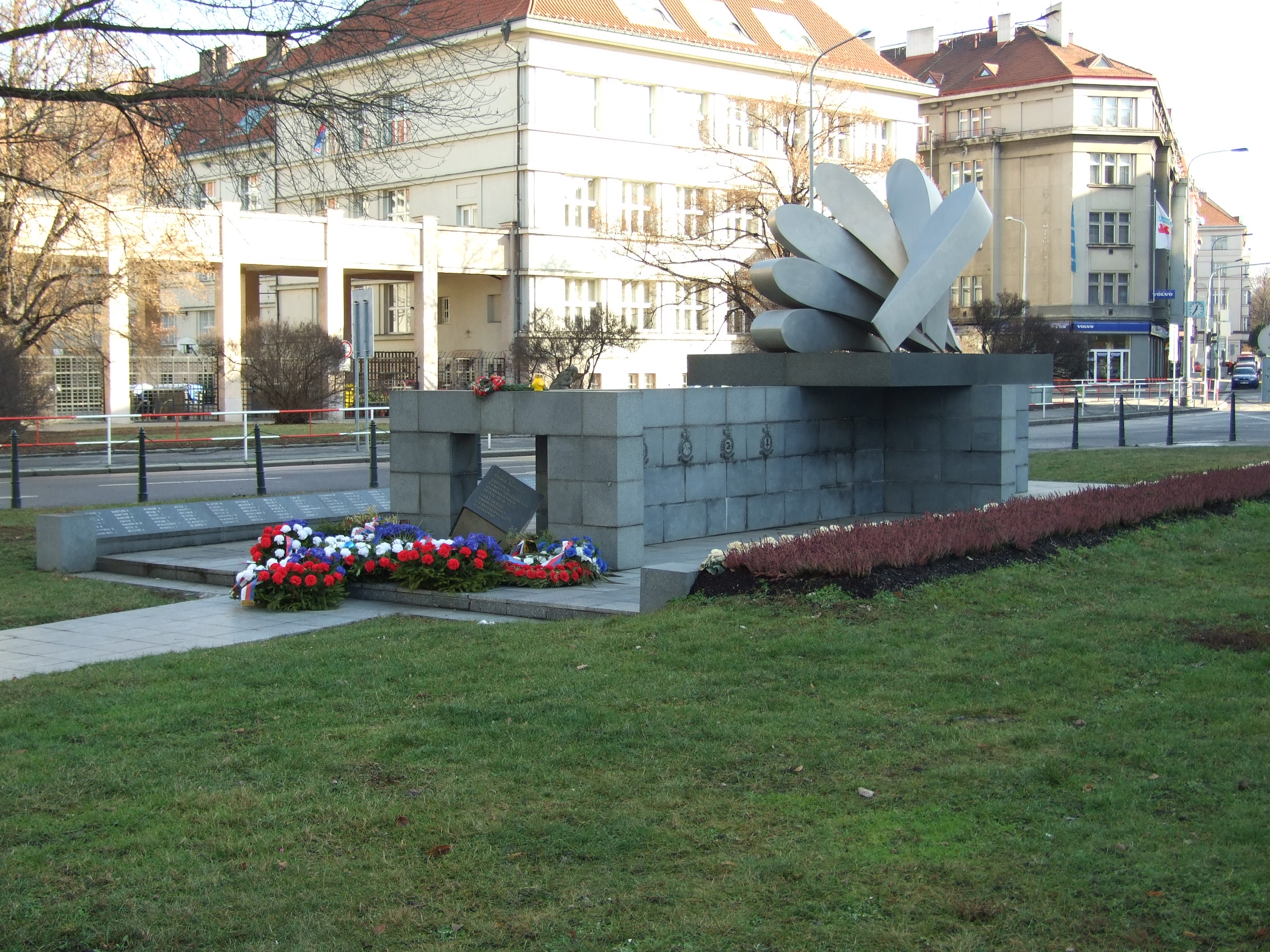
Památník padlých československých letců, Praha-Bubeneč, 1995